# 19578 Кіркдуглас
19578 Кіркдуглас (19578 Kirkdouglas) — астероїд головного поясу, відкритий 20 червня 1999 року.
Тіссеранів параметр щодо Юпітера — 3,501.